# الفن والعمارة الكرواتية ما قبل الرومانسيكية

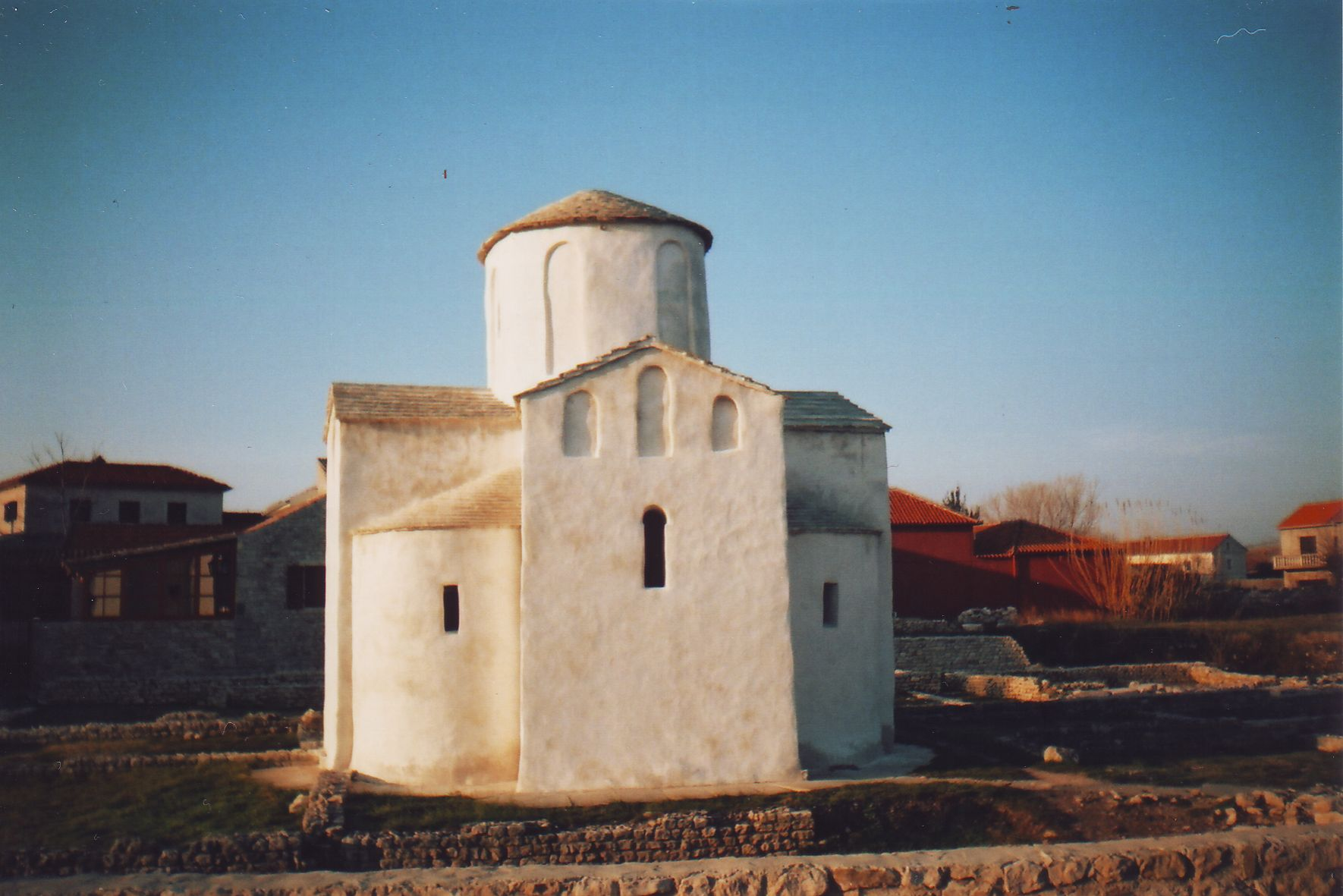

الفن والعمارة الكرواتية ما قبل الرومانسيكية أو الفن الكرواتي القديم هو فن وعمارة كرواتية قبل الرومانسيكية، من إنتاج الكرواتيين منذ الفترة التي سبقت وصولهم إلى البلقان وحتى نهاية القرن الحادي عشر، عندما بدأت هيمنة الأسلوب الرومانسكي في الفن، وكان ذلك هو وقت الحكام الكرواتيين (الدوقات الكرواتيين والمملكة الكرواتية).

## خلفية تاريخية
انتقل الكرواتيون من شمال أوروبا جنبًا إلى جنب مع السلاف والآفار إلى منطقة المقاطعات الرومانية السابقة التي تتكون من لانونيا ودالماتيا وإستريا حيث يعيشون فيها حتى يومنا هذا. أسسوا هناك العديد من الإمارات، كرواتيا بانونيا في الشمال حول نهر سافا وكروات دالماتيا على طول الساحل الأدرياتيكي الغربي والجنوبي. كانتا تُعرفان معًا باسم كرواتيا البيضاء، بينما في كان هناك في الشرق إمارات من القرون الوسطى في جنوب دالماتيا، كانت تُسمى أحيانًا بشكل جماعي كرواتيا الحمراء.
انتقل الكرواتيون إلى مرحلة العصر الحديدي، ولم يعرفوا كيفية الاستمتاع بثروات المدن الرومانية لذلك لم يسكنوا المدينة نفسها بل ضواحيها (مثل جزيرة النهر على دلتا نهر جادرو بجوار مدينة سالونا). استوعب الكرواتيون الآفار وقبلوا المسيحية وتعلم طاقم الحكم كتابة ونطق اللغة اللاتينية. قبل الكرواتيون المسيحية من فرانكس إلى الغرب ومن بيزنطة إلى الشرق. تحولت معظم الإمارات إلى المسيحية في القرن التاسع باستثناء باغانيا التي ظلت وفية لأساطير السلاف القديمة حتى القرن الثالث عشر.
كان دوق برانيمير أول حاكم كرواتي اعترف به البابا، وقد سُمي من قبل البابا يوحنا الثامن دوكس كرواتوروم في رسالته عام 879. كان أول ملك لمملكة كرواتيا هو توميسلاف من عائلة تربيميروفيتش، تُوج نحو عام 925 باعتباره ريكس كرواتوروم الذي وحد إمارة بانونيا ودوقية كرواتيا الساحلية في دولة محترمة من القرون الوسطى بلغت أوج ازدهارها في عهد بيتر كريسيمير الرابع (1058- 1074).
نادرًا ما حُكمت البلاد خلال فترة الحكام الكرواتيين من مكان واحد، وقد انتقل البلاط الملكي من مدينة إلى أخرى حيث كانت تحتوي قلعة ملكية. من أهم المدن الملكية نين وبيوغراد نا مورو وكنين. من المدن الكبرى الأخرى زادار وسبليت وكرك وأوسور وتروغير وستوت ودوبروفنيك، حيث أقام عدد كبير من السكان الرومان الأصليين الذين أصبحوا في النهاية من الكرواتيين.
بعد وفاة آخر حاكم من سلالة تربيميروفيتش عام 1091، قبل معظم النبلاء الكرواتيين الملك المجري كولومان كملك للملكة المتحدة لكرواتيا والمجر، نتيجة صفقة باكاتا كونفينتا من عام 1102. يمتلك الفن في المملكة المجرية وفي كرواتيا جميع خصائص الأسلوب الرومانسكي.

## العمارة
نشأ اتجاه خلال القرن السابع والثامن في كرواتيا، لبناء مباني أصغر للعناصر المادية والزخرفية من المباني الرومانية القديمة المدمرة. خلال القرن التاسع وبالتوازي مع إنشاء الإمارات الكرواتية، ظهرت بنية جديدة لخصائص ما قبل الرومانسيك، استندت إلى العديد من التأثيرات القوية للفرنجة والبيزنطيين. أصبحت هذه التأثيرات الموروثة مع مرور الوقت وببطء، مهينة للأشكال المعمارية الأصلية.